# Pontus De la Gardie
Pontus De la Gardie, Barão de Ekholmen, (Castelo Russol (Caunes-Minervois, 1520 – Rio Narva, 5 de novembro de 1585) foi um nobre francês e governador da Livônia à serviço do Reino da Suécia.

## Biografia
Ele nasceu Ponce De La Gardie e tornou-se um mercenário lutando primeiramente sob o comando de Charles I de Cossé na Itália, depois na França (Batalha de Saint-Quentin, 1557) e Escócia, no tempo de Maria Stuart. Mais tarde ele esteve à serviço do Reino da Dinamarca, mas passou a trabalhar para a Suécia após ter sido capturado por tropas suecas em 1565. Em 1581 um exército sueco de mercenários sob o comando de De la Gardie capturou da Rússia a estratégica cidade de Narva, na Estônia, fato este que ajudou a por fim à Guerra da Livônia.
Pontus casou em 4 de fevereiro de 1580, no Castelo de Vadstena com Sofia Johansdotter Gyllenhielm (1556–1583), a filha ilegítima de João III da Suécia e da dama da sociedade finlandesa Karin Hansdotter. Ela morreu por ocasião do nascimento de seu terceiro filho, Jakob De la Gardie, que se tornaria mais tarde, conde e marechal-de-campo muito respeitado como líder militar.
Pontus De la Gardie morreu afogado nas águas do rio Narva, próximo à cidade de mesmo nome em 5 de novembro de 1585 e juntamente com sua esposa Sofia Gyllenhielm está sepultado na Catedral de Tallinn.

## Filhos do casamento com Sofia Johansdotter Gyllenhielm
1. Brita De la Gardie (1581–1645)
2. Johan Pontusson De la Gardie (1582–1642)
3. Jakob De la Gardie (1583–1652)